# Samotka pospolita
Samotka pospolita (Hylaeus communis) – gatunek pszczoły z rodziny lepiarkowatych. Występuje w Europie, na Uralu, Kaukazie i w Iranie; w Alpach można ją spotkać do wysokości 1600 m n.p.m. Często spotykany gatunek.
Pszczoła samotna, może mieć jedno lub dwa pokolenia w sezonie. Nie jest wyspecjalizowana pokarmowo, odwiedza kwiaty wielu różnych gatunków roślin. Gniazduje wewnątrz pustych łodyg roślin, rzadziej w szczelinach murów i znalezionych norkach w ziemi.
Samiec samotki pospolitej ma z przodu głowy żółtą maskę, która sięga powyżej nasady czułków. Ilość żółtego koloru jest zmienna, u niektórych osobników mniejsza niż u innych. Samice występują w dwóch formach, różniących się ilością żółtego koloru w ubarwieniu twarzy i pronotum.